# Шов Блейка

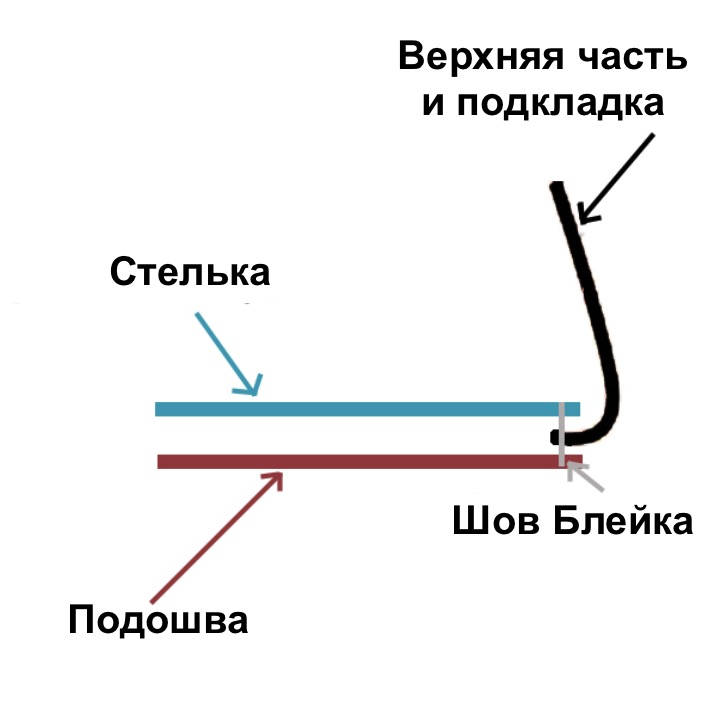
Схема шва Блейка

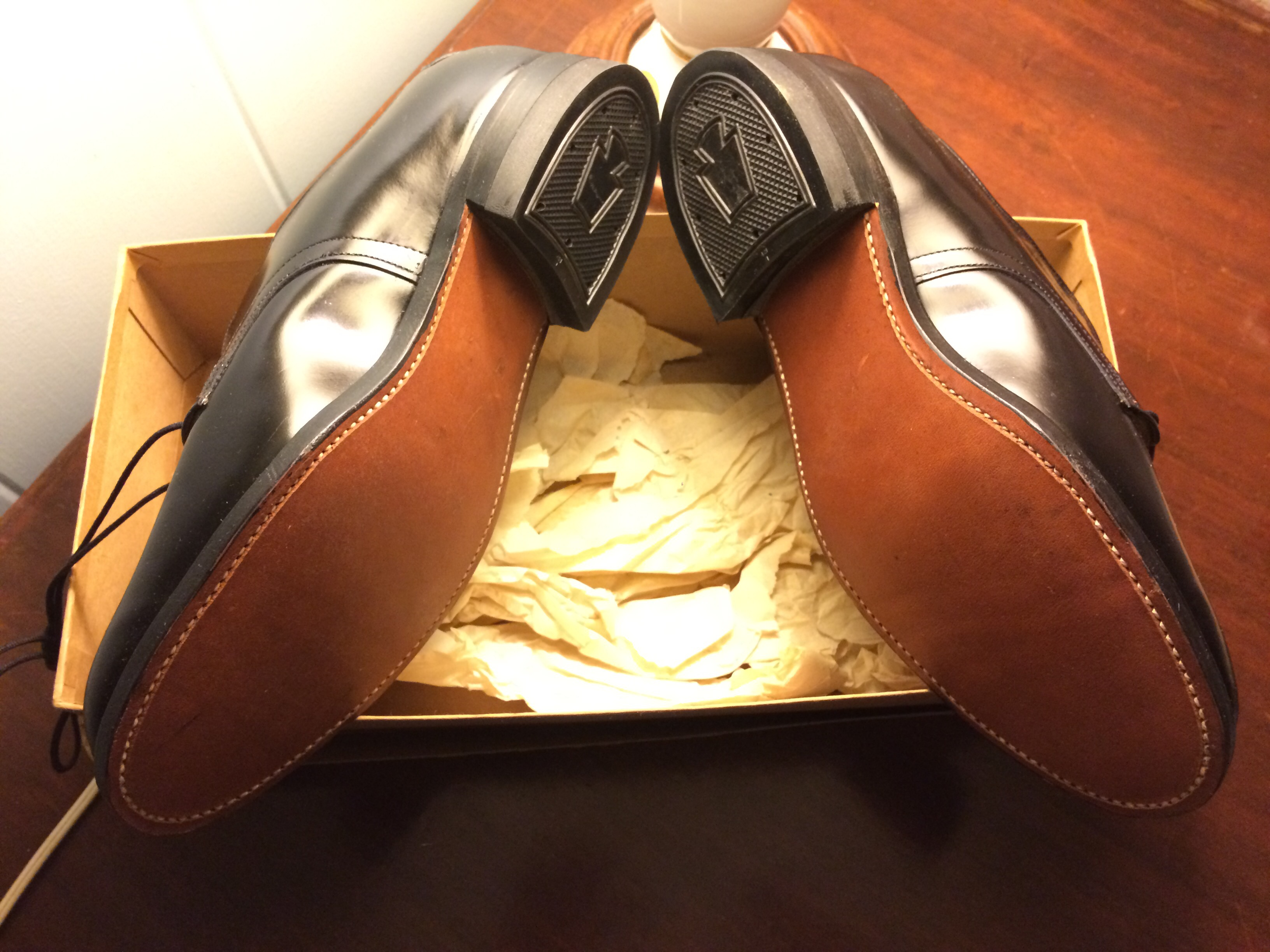
Обувь, изготовленная с помощью шва Блейка

Шов Блейка — метод изготовления обуви, изобретенный в 1856 году Лайманом Ридом Блейком.
Особенно он популярен в Италии. В шове Блейка внешняя подошва пришита непосредственно к стельке тамбурным швом. Это обеспечивает большую гибкость и меньший вес по сравнению с более прочным рантом Гудиера, который более распространен среди британских производителей обуви, таких как Crockett&Jones и Sanders. Однако, в обуви, использующую шов Блейка, сложнее заменить подошву, в отличие от таковой, изготовленной с помощью ранта Гудиера.
Чаще всего шов Блейка используется для изготовления формальной обуви, топ-сайдеров и мокассин. Обувь, изготовленная подобным методом, не является водостойкой.